# Зириклы (Шаранский район)
Зириклы (баш. Ерекле) — село в Шаранском районе Башкортостана, центр Зириклинского сельсовета.

## Географическое положение
Расстояние до:
- районного центра (Шаран): 25 км,
- ближайшей ж/д станции (Туймазы): 30 км.

## История
В «Списке населенных мест по сведениям 1870 года», изданном в 1877 году, населённый пункт упомянут как деревня Зириклы 3-го стана Белебеевского уезда Уфимской губернии. Располагалась при речке Зирикле, по правую сторону просёлочной дороги из Белебея в Мензелинск, в 110 верстах от уездного города Белебея и в 17 верстах от становой квартиры в селе Шаран (Архангельский Завод). В деревне, в 107 дворах жили 728 человек (393 мужчины и 335 женщин, башкиры, татары), были мечеть, 2 водяные мельницы.

## Население
| 2002 | 2009 | 2010 |
| ---- | ---- | ---- |
| 914  | ↗939 | ↘835 |

Национальный состав
Согласно переписи 2002 года, преобладающая национальность — татары (79 %).

## Религия
В селе есть мечеть.

## Известные уроженцы
- Фазлыев, Рабис Тимерханович  — горный инженер, доктор технических наук (1980), заслуженный деятятель науки и техники Республики Татарстан (1993), отличник нефтяной промышленности СССР (1990), Лауреат Государственной премии Республики Татарстан в области науки и техники (1994).